# Knäred-Hishults församling
Knäred-Hishults församling tillhör Göteborgs stift och Halmstads och Laholms kontrakt i Laholms kommun. Församlingen ingår i Höks pastorat.

## Administrativ historik
Församlingen bildades 1 januari 2020 av Knäreds församling och Hishults församling i Höks pastorrat.

## Kyrkor
- Hishults kyrka
- Knäreds kyrka